# Clementine Douglas
Clementine Maria Josephine Douglas (* 29. Dezember 1991 in Birmingham) ist eine britische Sängerin und Songwriterin aus Birmingham.

## Leben
Clementine Douglas wurde 1991 in Birmingham geboren. In den 2010ern gehörte sie der Band Kudu Blue als Sängerin an. Die Band kombinierte Stile wie Contemporary R&B, Trip-Hop sowie Rock und Reggae. Sie veröffentlichten mehrere EPs und durften 2019 als Teil von BBC Introducing auf dem Glastonbury Festival spielen.
Douglas begann Anfang der 2020er ihre Solokarriere und wurde 2022 bei den BBC Radio 1 Dance Awards als Sängerin des Jahres ausgezeichnet. Erstmals in die Britischen Musikcharts kam sie als Featuring von Chase & Status beim Song Mixed Emotions. In die britischen Charts kam sie des weiteren erneut mit Chase & Status (Say the Word) und The Blessed Madonna (Happier). Mit Asking zusammen mit Sonny Fodera & MK erreichte sie 2023 erstmals die Top 10 und mit Blessings, eine Kollaboration mit Calvin Harris, erreichte sie mit Platz 3 die höchste Chartplatzierung bislang. Mit diesem Song gelang ihr auch erstmals der Charteintritt in den deutschsprachigen Ländern.

## Diskografie
Singles

| Jahr | Titel Album                     | Höchstplatzierung, Gesamtwochen, AuszeichnungChartplatzierungen (Jahr, Titel, Album, Platzierungen, Wochen, Auszeichnungen, Anmerkungen) | Höchstplatzierung, Gesamtwochen, AuszeichnungChartplatzierungen (Jahr, Titel, Album, Platzierungen, Wochen, Auszeichnungen, Anmerkungen) | Höchstplatzierung, Gesamtwochen, AuszeichnungChartplatzierungen (Jahr, Titel, Album, Platzierungen, Wochen, Auszeichnungen, Anmerkungen) | Höchstplatzierung, Gesamtwochen, AuszeichnungChartplatzierungen (Jahr, Titel, Album, Platzierungen, Wochen, Auszeichnungen, Anmerkungen) | Anmerkungen                                                                        |
| Jahr | Titel Album                     | DE | AT | CH | UK | Anmerkungen                                                                        |
| ---- | ------------------------------- | --- | --- | --- | --- | ---------------------------------------------------------------------------------- |
| 2022 | Mixed Emotions What Came Before | — | — | — | UK44 Gold · (11 Wo.)UK | Erstveröffentlichung: 8. April 2022 Chase & Status & Clementine Douglas            |
| 2023 | Asking –                        | — | — | — | UK7 Platin · (7 Wo.)UK | Erstveröffentlichung: 7. Juli 2023 Sonny Fedora mit MK feat. Clementine Douglas    |
| 2023 | Say the Word 2 Ruff Vol. 1      | — | — | — | UK78 (1 Wo.)UK | Erstveröffentlichung: 27. Oktober 2023 Chase & Status feat. Clementine Douglas     |
| 2024 | Happier –                       | — | — | — | UK17 Platin · (34 Wo.)UK | Erstveröffentlichung: 2. Februar 2024 The Blessed Madonna feat. Clementine Douglas |
| 2025 | Tell Me –                       | — | — | — | UK23 Silber · (23 Wo.)UK | Erstveröffentlichung: 7. Februar 2025 Sonny Fedora feat. Clementine Douglas        |
| 2025 | Blessings –                     | DE24 (… Wo.)DE | AT50 (… Wo.)AT | CH24 (… Wo.)CH | UK3 Silber · (… Wo.)UK | Erstveröffentlichung: 9. Mai 2025 Calvin Harris feat. Clementine Douglas           |

Weitere Singles
- 2021: Here with Me (mit Dillon Nathaniel)
- 2021: Out of Time (Wh0 featuring Clementine Douglas)
- 2021: Forever (Tommy Farrow featuring Clementine Douglas)
- 2022: Black Light (mit Sjay Music & Jack Wins)
- 2022: Chale (Riton, Major League DJz and King Promise featuring Clementine Douglas)
- 2023: Something to Hold On to (David Guetta and Morten featuring Clementine Douglas)
- 2022: 99 Degrees (mit Crvvcks & Sigma)
- 2022: Miracle Maker (mit Dom Dolla)
- 2025: Body Talk (Alok featuring Clementine Douglas)

## Auszeichnungen für Musikverkäufe
| Goldene Schallplatte - Australien - 2023: für die Single Miracle Maker Platin-Schallplatte - Australien - 2024: für die Single Asking |

Anmerkung: Auszeichnungen in Ländern aus den Charttabellen bzw. Chartboxen sind in ebendiesen zu finden.
| Land/RegionAuszeichnungen für Musikverkäufe (Land/Region, Auszeichnungen, Verkäufe, Quellen) | Silber     | Gold     | Platin     | Verkäufe  | Quellen     |
| -------------------------------------------------------------------------------------------- | ---------- | -------- | ---------- | --------- | ----------- |
| Australien (ARIA)                                                                            | —          | Gold1    | Platin1    | 105.000   | aria.com.au |
| Vereinigtes Königreich (BPI)                                                                 | 2× Silber2 | Gold1    | 2× Platin2 | 2.000.000 | bpi.co.uk   |
| Insgesamt                                                                                    | 2× Silber2 | 2× Gold2 | 3× Platin3 |           |             |